# Ídolos (película)
Ídolos es una película española de género romántico, estrenada en 1943, dirigida por Florián Rey y protagonizada en los papeles principales por Conchita Montenegro e Ismael Merlo.

## Sinopsis
Clara Bell es una bella actriz que triunfa en París y que rechaza continuamente las proposiciones amorosas de Paul Raymond, un productor que la acosa al estar encaprichado de ella. En el transcurso de un viaje a España para preparar su próxima película, Clara se enamora del famoso torero Juan Luis Gallardo. La relación amorosa entre los dos será complicada y estará salpicada de malentendidos provocados por las estratagemas del productor que se niega a aceptar que Clara no le quiere.

## Reparto
- Conchita Montenegro como	Clara Bell / Margherite Dubois
- Ismael Merlo como Juan Luis Gallardo
- Ramón Martori	como Paul Raymond
- María Brú como Jeanette
- Casimiro Hurtado como Salomón
- Francisco Marimón
- Mary Lamar como Lily Garay
- Manuel Arbó como	Leblanc
- Juan Calvo como director Maretti
- Gracia de Triana como	Gracita, Cantaora
- Elena Salvador